# 타구치 히로코 (성우)
타구치 히로코(일본어: 田口 宏子, 1974년 3월 29일 ~ )는 일본의 여성 성우이다. 가나가와현 출신으로, 도쿄배우생활협동조합 소속이다.

## 인물
- 「키미라지」(78회)의 아쥬뉴스의 시간의 시간에서「히로코 쿠스」라고 하는 별명이 붙여졌지만 정착했는가는 알려지지 않았다.
- 추위를 심하게 타며, 체력 또한 좋지 않은 것으로 보인다.
- 타구치 히로코(田口宏子)＝나츠노 코오리(夏野こおり)＝키네 토오코(木根通子)＝후지와라 리카(藤原理加)＝타카츠키 사쿠라(鷹月さくら)＝유라 카오리(由良香)＝코가와 후유미(小川冬美)＝시로나미 하루카(白波遥)＝에노모토 미나모(榎本みなも)＝니시로 마나(新城麻奈)＝스즈미야 루나(涼宮琉那)＝아카구라 레이(緋倉怜)＝사쿠라 나오(紗倉奈央)＝키리츠키 사야(霞月沙耶)＝사쿠라기 하루키(桜木ハルキ)＝쿠사나기 모에카(草薙萌華)=아카사와 카에데(赤沢かえで)=유키미 소라(雪見そら)

## 출연작

### TV 애니메이션
2000년
- 이누야샤 (세리나)

2004년
- 히트를 노려라! (타니가와 야요이)
- LOVE♥LOVE? (타니가와 야요이)
- 오늘부터 마왕 (폰 크라이스트경 기제라)

2005년
- 오늘부터 마왕 2기 (폰 크라이스트경 기제라)
- 라무네 (사쿠라 히로미)

2006년
- 아유마유 극장 (카가미 스미카)

2007년
- ef - a tale of memories.(미야무라 미야코)

2008년
- 오늘부터 마왕 3기 (폰 크라이스트경 기제라)

2010년
- 요스가노소라 (카스가노 소라)
- Fortune Arterial (유우키 하루나)

2014년
- 그리자이아의 과실 (스오우 아마네)

### OVA
- 얼굴없는 달-5편, 외전(2001) (쿠라키 스즈나)
- 오늘부터 마왕 R (폰 크라이스트경 기제라)
- 키미허그 Vol.1 / Vol.2 (유우키 에미리)
- 불꽃의 임신동급생 (키타모리 치히로)
- 아키소라 〜꿈에〜 상/하 (아오이 아키)
- 우타와레루모노(2009) (캄챠쿠르)

### 인터넷
2006년
- 아유마유 극장 - 카가미 스미카

### 게임
1999년
- 동급생(windows판) (사쿠라기 마이) : 타카츠키 사쿠라 (鷹月さくら) 명의
- 랑그릿사 밀레니엄 (아시 나카루하)

2000년
- 진 유리색의 눈 윈도판 (루리) : 타카츠키 사쿠라 (鷹月さくら) 명의

2002년
- 다크 크로니클 (다크 클라우드2) (모니카 레이브란트)
- 잊지 않는 꽃~Forget-me-Not~ (마시바 사야) : 타카츠키 사쿠라 (鷹月さくら) 명의

2003년
- 쇼콜라 ~maid cafe "curio"~ PC판 (유우키 스즈) : 타카츠키 사쿠라 (鷹月さくら) 명의
- 마브러브 (카가미 스미카) : 후지와라 리카 (藤原理加) 명의
- 천사가 없는 12월 (사카키 시노부) : 타카츠키 사쿠라 (鷹月さくら) 명의
- PIZZICATO POLKA－혜성환야－ (마리) : 타카츠키 사쿠라 (鷹月さくら) 명의

2004년
- 봄의 발소리 PC판 (사쿠라노 유우) : 타카츠키 사쿠라 (鷹月さくら) 명의
- 시즈쿠 리뉴얼 (신죠 사오리) : 타카츠키 사쿠라 (鷹月さくら) 명의
- 라무네 PC판 (사쿠라 히로미) : 타카츠키 사쿠라 (鷹月さくら) 명의
- 무녀 세완번성기 (카가미 카나에) : 타카츠키 사쿠라 (鷹月さくら) 명의
- 무녀 세완번성기 엑스트라 (카가미 카나에) : 타카츠키 사쿠라 (鷹月さくら) 명의
- 어디로 가는가, 그날 (쿠니미 에마) : 타카츠키 사쿠라 (鷹月さくら) 명의
- 마브러브 서플리먼트 (카가미 스미카) : 후지와라 리카 (藤原理加) 명의

2005년
- 120엔의 계절 ¥120Stories (나츠미,코유키) : 타카츠키 사쿠라 (鷹月さくら) 명의
- 파스텔 챠임 Continue (린도우 리나) : 시로나미 하루카(白波遥) 명의
- 사나라라 (시이나 노조미) : 나츠노 코오리 (夏野こおり) 명의
- MERI+DIA ~마리아디아나~ (시다) : 나츠노 코오리 (夏野こおり) 명의
- 라무네 ~유리병에 비치는 바다~ PS2판 (사쿠라 히로미)
- 진해마경 (바람의 뒤를 걷는 자) : 유라 카오리(由良香) 명의
- 차륜의 나라, 해바라기의 소녀 (히나타 나츠미) : 니시로 마나(新城麻奈) 명의
- 카르타그라 (시구사 토키코) : 히쿠라 레이(緋倉怜) 명의
- 미라로마 Miracle Romance Strawberry Scramble (츠키미야 카에데) : 에노모토 미나모(榎本みなも) 명의
- 콘네코 ~Keep a memory green~ (유우키 나코) : 에노모토 미나모(榎本みなも) 명의
- 파스챠C++ (린도우 리나) : 시로나미 하루카(白波遥) 명의
- Scarlett ~일상의 경계선~(아멜리아 위크스) : 나츠노 코오리 (夏野こおり) 명의

2006년
- 너의 목소리가 들려오고있어 (이이즈카 미유키) : 나츠노 코오리 (夏野こおり) 명의
- 종말소녀 환상 앨리스매틱 (츠키카제 사야네) : 유라 카오리(由良香) 명의
- 마브러브 얼터너티브 (카가미 스미카) : 후지와라 리카 (藤原理加) 명의
- 마브러브 전연령판 (카가미 스미카)
- 이 푸른 하늘에 약속을 (미타무라 아카네) : 스즈미야 루나 (涼宮琉那) 명의
- 칭송받는 자 그대만의 여로 PS2 (캄챠탈)
- ef - a fairy tale of the two. (미야무라 미야코) : 아카사와 카에데 (赤沢かえで) 명의
- 포세트 - Cafe au Le Ciel Bleu - (미타무라 아카네) : 스즈미야 루나 (涼宮琉那) 명의
- 이런 아가씨가 있다면 난 이제…!! (코마츠 아스카) : 스즈미야 루나 (涼宮琉那) 명의
- PRINCESS WALTZ (리리아나=룬=룬=균스터) : 타카츠키 사쿠라 (鷹月さくら) 명의
- Triptych (마야) : 나츠노 코오리 (夏野こおり) 명의
- 멍멍이와 살자 (오우미 리사) : 시모츠키 사야(霜月沙耶) 명의

2007년
- 차륜의 나라, 유구의 소년 소녀 (히나타 나츠미) : 니시로 마나(新城麻奈) 명의
- 키미하구 (유우키 에미리) : 나츠노 코오리 (夏野こおり) 명의
- 마브러브 ALTERED FABLE (카가미 스미카) : 후지와라 리카 (藤原理加) 명의
- 세상에서 가장 NG인 사랑 (히노사카 미토코) : 나츠노 코오리 (夏野こおり) 명의
- 나츠메구 (시노노메 유카코) : 나츠노 코오리 (夏野こおり) 명의
- Purely ～그 작은 하늘을 올려다보며～(아키사토 마나카) : 사쿠라기 하루키 (桜木ハルキ) 명의
- 나기사노 (하야카와 나츠오) : 나츠노 코오리 (夏野こおり) 명의

2008년
- 콘체르토 노트 (이마사토 와카나) : 나츠노 코오리 (夏野こおり) 명의
- FORTUNE ARTERIAL (유우키 하루나) : 타카츠키 사쿠라 (鷹月さくら) 명의
- Garden (호시노 에리카) : 시로나미 하루카(白波遥) 명의
- 루이는 토모를 부른다 (나루타키 코요리) : 타카츠키 사쿠라 (鷹月さくら) 명의
- 하레하레하렘 (아키야마 코토코) : 나츠노 코오리 (夏野こおり) 명의
- 내일의 나나미와 만나기 위해 (나나미 마나미) : 나츠노 코오리 (夏野こおり) 명의
- 여름하늘 저편 (코우사카 치하야) : 나츠노 코오리 (夏野こおり) 명의
- 《사랑하는 소녀와 수호의 방패 -The shield of AIGIS-》 (신죠 마리나)
- 거꾸로 오르는 허리케인 (오오사와 유즈) : 스즈미야 루나 (涼宮琉那) 명의
- 요스가노소라 (카스가노 소라) : 시로나미 하루카(白波遥) 명의
- 심술궃은 My Master (사쿠라죠 쿠루미) : 나츠노 코오리 (夏野こおり) 명의

2009년
- Canvas3~은백색 초상화~ (아사토 리나) : 나츠노 코오리 (夏野こおり) 명의
- WLO~세계연애기구~ (오키타 메구미) : 나츠노 코오리 (夏野こおり) 명의
- 천신란만 -LUCKY or UNLUCKY!?- (카라스바 유카리) : 나츠노 코오리 (夏野こおり) 명의
- 팬티를 보이는것, 그것이 대우주의 자랑 (리렛트 오르트폰) : 나츠노 코오리 (夏野こおり) 명의
- 77~And two stars meet again (호시바 소라) : 나츠노 코오리 (夏野こおり) 명의
- 하루카나소라 (카스가노 소라) : 시로나미 하루카(白波遥) 명의
- 메모리아 (하루나=에렌딜) : 나츠노 코오리 (夏野こおり) 명의
- 내일은 반드시, 맑기를 (미우) : 사쿠라기 하루키(桜木ハルキ) 명의
- 공주님은 프린세스 (아우구스타・테레사・구즈문즈드틸) : 나츠노 코오리 (夏野こおり) 명의
- 사신의 키스는 이별의 맛 (코하쿠) : 나츠노 코오리 (夏野こおり) 명의
- 미코코 (아오이 코코나) : 나츠노 코오리 (夏野こおり) 명의
- 스즈노네세븐 (타카토리 유즈리) : 나츠노 코오리 (夏野こおり) 명의
- Canvas3~담색 파스텔~ (아사토 리나) : 나츠노 코오리 (夏野こおり) 명의

2010년
- 사랑색 하늘모양 (이토우 미코토) : 나츠노 코오리 (夏野こおり) 명의
- VALENTINE PINK~퍼펙트 에디션 (아사토 리나) : 나츠노 코오리 (夏野こおり) 명의
- 리틀래빗-제멋대로 트윈테일 (마키시마 아즈사) : 나츠노 코오리 (夏野こおり) 명의
- Tiny Dangeon (아미아=룸) : 나츠노 코오리 (夏野こおり) 명의
- 황혼의 신세미아 (이와나가 쇼코) : 나츠노 코오리 (夏野こおり) 명의
- ef - 천사의 일요일 (미야무라 미야코, 히무라 세이) : 아카사와 카에데 (赤沢かえで) 명의
- 루이는 토모를 부른다 팬디스크 (나루나키 코요리) : 타카츠키 사쿠라 (鷹月さくら) 명의
- Orange Memories (하나마키 마스미) : 나츠노 코오리 (夏野こおり) 명의
- Chu×Chu아이돌 2 -melodies×memories- (우시야마 사키) : 타카츠키 사쿠라 (鷹月さくら) 명의
- 첫사랑 새크라멘토(야자키 호시미) : 나츠노 코오리 (夏野こおり) 명의
- 노블☆웍스 (마사무네 시즈루) : 나츠노 코오리 (夏野こおり) 명의
- 세이나루카나 외전 정령천상~Crystal friends (크리스트 우) : 나츠노 코오리 (夏野こおり) 명의

2011년
- 그리자이아의 과실 (아마네 스오우) : 유키미 소라 (雪見そら) 명의
- 고양이 쓰다듬기 디스토션 (유즈) : 나츠노 코오리 (夏野こおり) 명의
- 당신과 나와 에덴의 사과 (카부라키 루나) : 나츠노 코오리 (夏野こおり) 명의
- 하늘색 회고록 (이치에 이치고) : 타카츠키 사쿠라 (鷹月さくら) 명의
- 듀얼리스트x인게이지 (마키노 모나카) : 나츠노 코오리 (夏野こおり) 명의
- 갈락티카 (아멜리아=카멜리아) : 나츠노 코오리 (夏野こおり) 명의
- 러브러블 (테토미야 치나츠) : 나츠노 코오리 (夏野こおり) 명의
- 화이트 -블랑쉬 코메 라 루나- (마리카) : 나츠노 코오리 (夏野こおり) 명의
- 첫사랑 타임 캡슐 (오카자와 유나) : 나츠노 코오리 (夏野こおり) 명의
- 포르티시모 EXA (스즈시로 나기사)
- 카페 스리르 (미쿠시마 카스미) : 나츠노 코오리 (夏野こおり) 명의

### 웹라디오
2008년
- PULLTOP×PULLTOP : 퍼스널리티
- 마브러브라디오 : 퍼스널리티

2009년
- 섬과 바다와☆코이소라디오 (이토우 미코토) : 퍼스널리티

2010년
- 섬과 바다와☆코이소라디오 (이토우 미코토) : 퍼스널리티
- 제멋대로 트윈테일 라디오 (마키시마 아즈사) : 퍼스널리티

2011년
- 섬과 바다와☆코이소라디오~해피하트~ (이토우 미코토) 퍼스널리티